# Gillonnay
Gillonnay ist eine französische Gemeinde mit 1.020 Einwohnern (Stand: 1. Januar 2022) im Département Isère in der Region Auvergne-Rhône-Alpes. Sie gehört zum Arrondissement Vienne, zum Kanton Bièvre und zum Gemeindeverband Bièvre Isère.

## Geografie
Die Gemeinde Gillonnay liegt am Südhang eines weit nach Westen ausgreifenden Ausläufers der Chartreuse; die La Côte genannte schmale Bergkette ist ca. 25 Kilometer lang, nur vier Kilometer breit und bis zu 750 m hoch. Die Stadt Vienne ist 35 Kilometer von Gillonnay entfernt. Im Süden reicht das Gemeindegebiet über die Ebene Plateau de Bièvre bis zum Flughafen Grenoble. Umgeben wird Gillonnay von den Nachbargemeinden Mottier im Norden, Saint-Hilaire-de-la-Côte im Osten, Brézins im Süden sowie La Côte-Saint-André im Westen. Die autobahnartig ausgebaute Straße D 119 als Flughafen-Zubringer von der A 48 endet in Gillonnay.

## Bevölkerungsentwicklung
| Jahr                       | 1962 | 1968 | 1975 | 1982 | 1990 | 1999 | 2010 | 2021 |
| Einwohner                  | 509  | 541  | 564  | 656  | 704  | 825  | 975  | 1004 |
| Quellen: Cassini und INSEE |      |      |      |      |      |      |      |      |

## Persönlichkeiten
- Jean-Baptiste Guillot (1803–1882), Rosenzüchter und Begründer der Rosen-Familie Guillot

## Sehenswürdigkeiten
- Kirche Saint-Maurice
- Kapelle Notre-Dame-du-Mont
- Schloss Pointière
- Schloss Montgontier